# Berotha chouioi
Berotha chouioi là một loài côn trùng trong họ Berothidae thuộc bộ Neuroptera. Loài này được C.-k. Yang & Liu miêu tả năm 2002.